# Trones
Trones is een plaats in de Noorse gemeente Verdal, provincie Trøndelag. Trones telt 412 inwoners (2007) en heeft een oppervlakte van 0,2 km².